# Bhinga
Bhinga es un pueblo y nagar Panchayat situado en el distrito de Shravasti en el estado de Uttar Pradesh (India). Su población es de 23780 habitantes (2011). 

## Demografía
Según el censo de 2011 la población de Bhinga era de 23780 habitantes, de los cuales 12476 eran hombres y 11304 eran mujeres. Bhinga tiene una tasa media de alfabetización del 62,88%, superior a la media estatal del 67,68%: la alfabetización masculina es del 67,24%, y la alfabetización femenina del 58,04%.